# Montchenu
Montchenu là một xã thuộc tỉnh Drôme trong vùng Auvergne-Rhône-Alpes đông nam nước Pháp. Xã Montchenu nằm ở khu vực có độ cao trung bình 175 mét trên mực nước biển.